# Mânio Rabuleio
Mânio Rabuleio (em latim: Manius Rabuleius) foi um político de gente desconhecida nos primeiros anos da República Romana eleito decênviro para o Segundo Decenvirato em 450 a.C.

## Decenvirato
Em 450 a.C., Mânio Rabuleio foi eleito decênviro no Segundo Decenvirato (em latim: Decemviri Legibus Scribundis Consulari Imperio), que, apesar de produzir aquilo que estabelecia seu mandato original, a reforma do ordenamento legal romano através da criação da Lei das Doze Tábuas, foi caracterizado por um forte viés anti-popular e autoritário, tanto que os magistrados chegaram a ultrapassar os limites de seus mandatos.
No escopo da luta contra os sabinos e équos, Mânio Rabuleio, ajudado pelos colegas decênviros Quinto Petélio Libo Visolo e Quinto Fábio Vibulano, foi encarregada a condução das operações contra os primeiros. Entre os seus soldados estava Lúcio Icílio, noivo de Vergínia, e Públio Numitório, tio dela, futuros tribunos da plebe.
Em 449, depois de re-estabelecidas as prerrogativas dos tribunos da plebe pelos cônsules Lúcio Valério Potito e Marco Horácio Barbato, Mânio Rabuleio foi acusado pelos tribunos de ações ilegais durante seu decenvirato e, por isto, foi exilado e teve seus bens confiscados.